# L'immagine allo specchio
L'immagine allo specchio (Ansikte mot ansikte) è un film del 1976 diretto da Ingmar Bergman.
Il film è stato presentato fuori concorso al 29º Festival di Cannes.

## Trama
La dottoressa Jenny Isaksson è l'assistente di una clinica psichiatrica e si trova sola in città perché il marito Erik è a Chicago per un congresso e la figlia di quattordici anni è in campeggio. Lei è ospite dei nonni in attesa di andare ad abitare nella sua nuova casa ancora in allestimento. Dalla casa vuota telefona alla nonna e, prima di rincasare passa dall'ospedale a far visita a una paziente. Intanto a una festa data dalla moglie del primario, Jenny comincia a provare un forte distacco da quanto la circonda e trova conforto solamente in compagnia di Tomas, un ginecologo divorziato con il quale si reca a cena dopo aver telefonato al suo amante per rimandare il previsto appuntamento.
Ritornata nella casa vuota trova Maria, la paziente dell'ospedale psichiatrico, ma presto si rende conto che si tratta di una trappola perché insieme a lei ci sono anche due uomini, uno dei quali cerca di usarle violenza. Turbata ritorna a casa di Tomas dove si lascia andare a una crisi isterica. Ritorna a casa della nonna e qui tenta di uccidersi con i barbiturici.
Jenny sogna che la nonna le legge una favola e lei prova orrore per i vecchi e la vecchiaia mentre una voce fuori campo dice: « Non abbiamo paura degli orrori che conosciamo. Sono quelli che non conosciamo che ci spaventano »..
Risvegliatasi in un letto d'ospedale vede Tomas che è andato a trovarla. Seguono altri sogni e quando si risveglia confida a Tomas tutte le sue angosce, i suoi traumi giovanili e i suoi problemi. Tomas parte per la Giamaica e Jenny, ormai guarita, ritorna a casa dei nonni dove assiste commossa all'affetto con cui la nonna accudisce il nonno morente: « Li vidi avvicinarsi al momento misterioso e terrificante in cui avrebbero dovuto lasciarsi. Vidi la loro tenerezza, la loro dignità. E tutto a un tratto capii che l'amore abbraccia tutto. Anche la morte ».
Jenny riprende con acquistata serenità il lavoro in ospedale mentre il film termina con una didascalia che informa che Jenny darà le dimissioni, divorzierà dal marito e andrà a fare la ricercatrice negli Stati Uniti.

## Analisi
Ne L'immagine allo specchio si ritrovano i maggiori temi di Bergman, con un perfetto uso dei primi piani che dà la possibilità a un'attrice eccezionale come la Ulmann di lasciarsi scrutare fino all'interno. Di eccezionale qualità è il soliloquio della protagonista quando, parlando con Tomas, riesce a esternare i suoi terrori infantili assumendo di volta in volta l'espressione e quasi la sembianza fisica della madre o della nonna.
Ottima risulta anche l'interpretazione degli altri attori, come quella di Gunnar Björnstrand nella figura del nonno che, come scrive Nazareno Taddei, « incide profondamente con i suoi silenzi e con la sua immobilità a dare significati non solo al personaggio, bensì all'intero film » o quella di Erland Josephson nei panni di Tomas Jacobi che « è il più ambiguo degli uomini e, anche tra i personaggi del film, il più simile a Bergman: Erland Josephson lo interpreta con mansueta perfidia ».
Al film viene assegnata un'interpretazione psicoanalitica che « è un condensato di un'analisi con tanto di paziente, medico, strumenti (i sogni), avvio alla guarigione, risanamento ».

## Distribuzione
- Ansigt til ansigt, Danimarca, 17 agosto 2003 (Copenaghen International Film Festival)
- Cara a cara, Argentina
- Cara a cara, al desnudo, Spagna
- Face à face, Francia
- Face a Face, Portogallo
- Face to Face, USA, 5 aprile 1976
- Kasvotusten, Finlandia
- Prosopo me prosopo, Grecia
- Twarza w twarz, Polonia
- Von Angesicht zu Angesicht, Germania Ovest

## Premi e riconoscimenti
- 1977 - Premio Oscar
  - Nomination Migliore regia a Ingmar Bergman
  - Nomination Miglior attrice protagonista a Liv Ullmann
- 1977 - Golden Globe
  - Miglior film straniero (Svezia)
  - Nomination Migliore attrice in un film drammatico a Liv Ullmann
- 1977 - Premio BAFTA
  - Nomination Miglior attrice protagonista a Liv Ullmann
- 1977 - New York Film Critics Circle Awards
  - Migliore attrice protagonista a Liv Ullmann
- 1976 - Los Angeles Film Critics Association Awards
  - Migliore attrice a Liv Ullmann
  - Migliore film straniero (Svezia)
- 1976 - National Board of Review Awards
  - Miglior attrice a Liv Ullmann